# Universidad del Norte de Texas

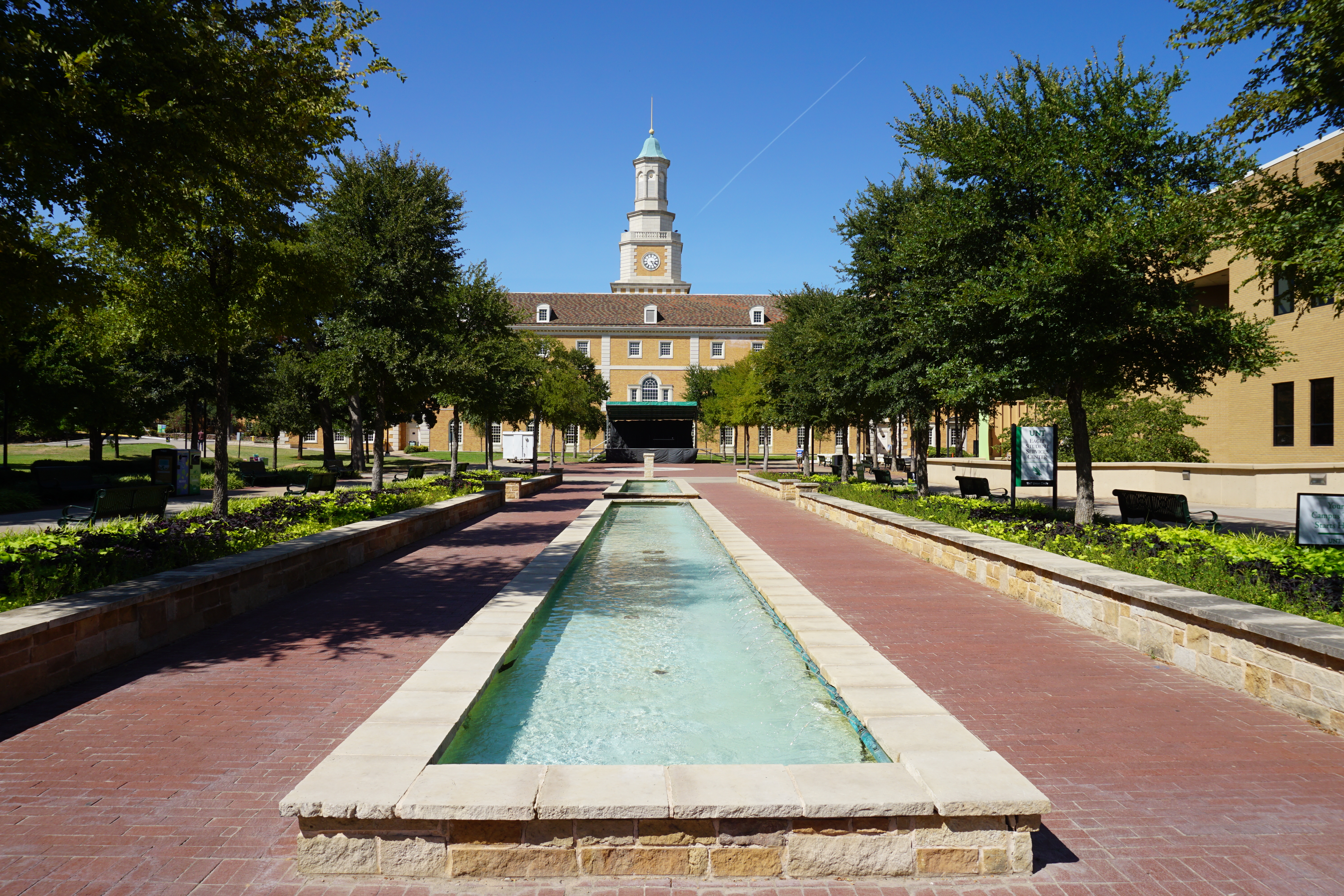
Hurley Administration Building del Universidad del Norte de Texas

La Universidad del Norte de Texas (University of North Texas, UNT, en idioma inglés) es una universidad ubicada en Denton, Texas, Estados Unidos. Fue fundada como una universidad de maestros privada, no sectaria, coeducacional en 1890 y fue formalmente adoptada por el estado 11 años después. La universidad forma parte del Sistema Universitario del Norte de Texas, que incluye universidades adicionales en Dallas y Fort Worth. UNT también tiene un campus en Frisco.
La universidad consiste de 14 colegios y escuelas, una academia de matemáticas y ciencias de admisión anticipada para estudiantes excepcionales de secundaria de todo el estado, la Academia de Matemáticas y Ciencias de Texas, y un sistema de bibliotecas que comprende el núcleo universitario. Está clasificada como una "R1: Universidades Doctorales – Actividad investigadora muy alta". Según la Fundación Nacional de Ciencias, UNT gastó $78,4 millones en investigación y desarrollo en 2019.
UNT tiene un campus y el "Research Park."

## Alumnos destacados
- Adel al Jubeir, actual Ministro de Relaciones Exteriores de Arabia Saudita
- Steve Austin, luchador profesional y actor
- Pat Boone, cantante, compositor y actor
- R'Bonney Gabriel, Miss Universo 2022
- Joe Greene, jugador de fútbol americano
- Roy Orbison, cantante y compositor
- Kevin Von Erich, luchador profesional

## Deportes
Sus equipos se denominan North Texas Mean Green.